# Kornblå

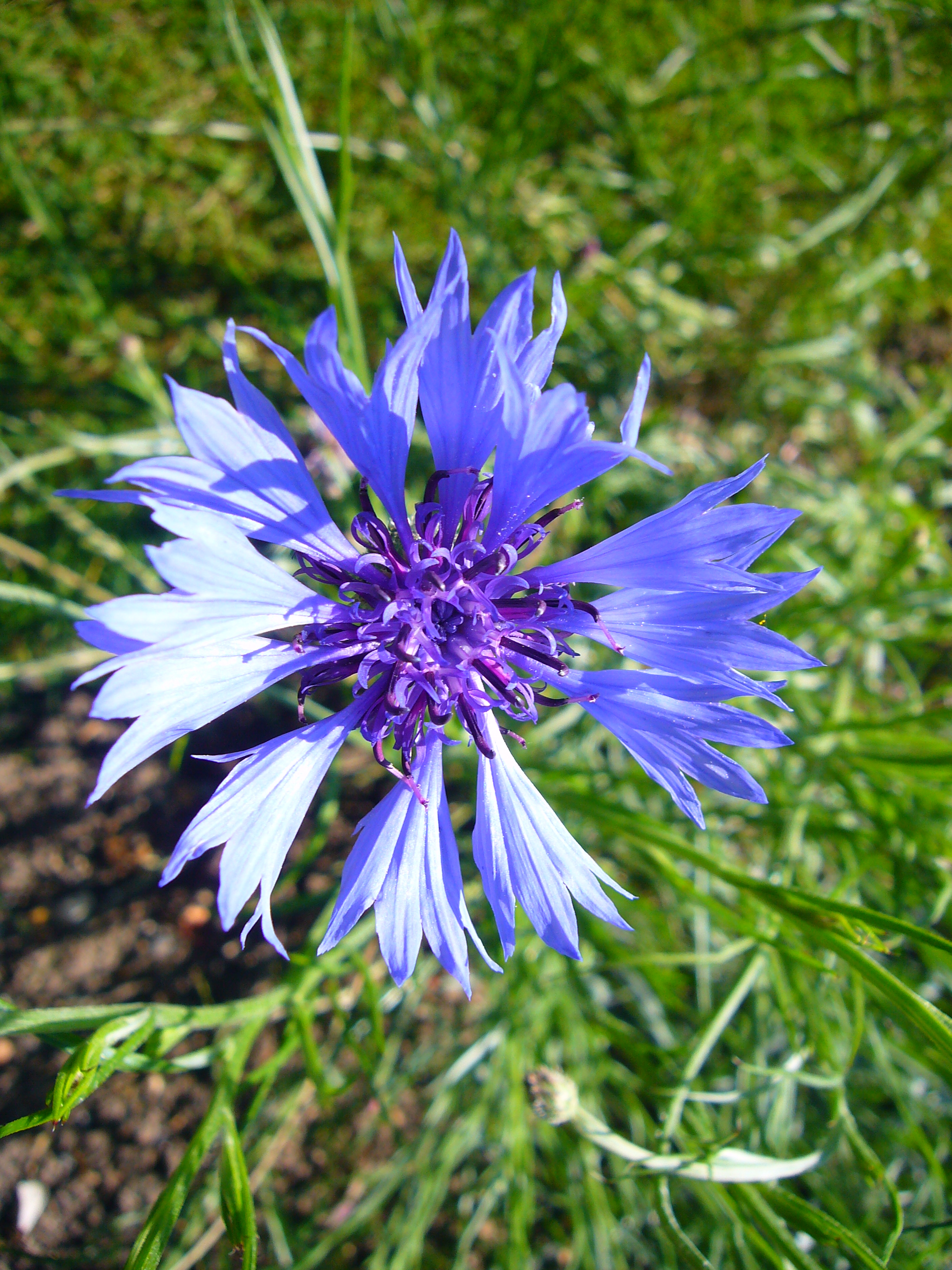
Blåklint, även kallad kornblomster

Färgnamnet kornblå syftar på blåklintens blommor, som även kan kallas kornblomster. Det finns en HTML-färg (X11) som kallas CornflowerBlue. Inom den svenskspråkiga kulturen kan kornblå även avse mörkare och mer djupblå färger.